# Petermannia cirrosa
Petermannia cirrosa és l'única espècie del gènere Petermannia, que és l'únic gènere de les petermanniàcies (Petermanniaceae), una família monotípica de plantes angiospermes de l'ordre de les lilials (Liliales), dins del clade de les monocotiledònies. És una planta nativa de l'est d'Austràlia.

## Descripció
És una liana, una planta enfiladissa amb tiges que poden atènyer 6 metres. Fulles peciolades, glabres, ovades, amb àpex agut i disposades de manera oposada. Les flors s'agrupen en inflorescències cimoses. El fruit és una baia.

## Taxonomia
Petermannia cirrosa va ser descrita per primer cop l'any 1860 a l'obra Fragmenta Phytographiae Australiae pel botànic alemany Ferdinand Jacob Heinrich von Mueller (1825-1896). El gènere Petermannia va ser publicat a la mateixa obra. La família de les petermanniàcies va ser publicada l'any 1934 al segon volum de l'obra Families of Flowering Plants pel botànic anglès John Hutchinson (1884-1972).

### Etimologia
El nom del gènere, del que deriva el de la família, va ser creat en honor al cartògraf i geògraf alemany August Petermann (1922-1878).